# باشگاه فوتبال کادیس
(اسپانیایی: Cádiz Club de Fútbol‎) یک باشگاه فوتبال است که در شهر کادیز در بخش اندلس کشور اسپانیا پایه‌گذاری شده است. این باشگاه در سال ۱۹۱۰ تاسیس شد و در حال حاضر در لالیگا حضور دارد. برای اولین بار در تاریخ در سال ۱۹۷۷، صعود به لالیگا برای کادیز محقق شد.

## افتخارات
- لا لیگا ۲

قهرمان (۱) : ۲۰۰۴-۲۰۰۵
نایب قهرمانی(۵) : ۱۹۷۶-۱۹۷۷ / ۱۹۸۰-۱۹۸۱ / ۱۹۸۲-۱۹۸۳ / ۱۹۸۴-۱۹۸۵ / ۲۰۱۹-۲۰۲۰